# Alvise Corner (vescovo)
Alvise Corner (Venezia, 29 gennaio 1558 – Padova, 20 ottobre 1594) è stato un vescovo cattolico italiano.

## Biografia
Terzo figlio di Marcantonio di Giovanni Corner e di Cecilia di Giustiniano Contarini, nacque nel prestigiosissimo ramo residente a San Polo. Il bisnonno Giorgio era fratello della celebre Caterina Corner.
Il padre aveva ricoperto alcuni incarichi politici (senatore, podestà di Crema), senza distinguersi particolarmente. Morì nel 1571, per cui su Alvise ebbero grande influenza gli zii Alvise e Federico Corner, entrambi cardinali e promulgatori della riforma tridentina in Veneto. Fu il primo a consigliargli la carriera ecclesiastica; così, quando Alvise divenne chierico, lo chiamò presso di sé a Roma e nel 1576 lo scelse come suo successore nel segretariato della Camera apostolica.
In quegli anni nel Senato veneziano prevaleva la fazione filopapale, di cui proprio i Corner erano tra i principali esponenti. Questo favorì la carriera ecclesiastica di Alvise in Veneto sicché, dopo la morte dello zio nel 1584 e l'elezione di papa Sisto V l'anno successivo, decise di tornare in patria, accanto al fratello Francesco (vescovo di Treviso) e allo zio cardinale Federico (vescovo di Padova).
Stabilitosi presso quest'ultimo, si laureò all'università di Padova in utroque iure. Successivamente, poiché Federico sentiva che non avrebbe vissuto ancora a lungo, provvide a spianare la strada al nipote, facendolo nominare vescovo titolare di Pafo (30 gennaio 1589) e suo coadiutore (20 febbraio successivo) cum spe futurae successionis.
Da quasi vent'anni Pafo era occupata dai Turchi, pertanto il Corner ebbe l'autorizzazione a risiedere nella città euganea, godendo di una pensione di mille ducati annui. Di carattere buono e generoso, oltre che di maggior vigore in confronto all'anziano e stanco cardinale, la sua nomina fu accolta con favore dal clero di Padova, da tempo segnata da vari attriti e tensioni sociali. Federico Corner morì il 7 ottobre 1590 e, come previsto, Alvise ne prese il posto.
In quanto vescovo di Padova era anche cancelliere dell'Università e proprio questa istituzione fu al centro del suo mandato. Le principali preoccupazioni in tal senso gli derivarono dai gesuiti, che tentavano di costituire un proprio Gymnasium, da contrapporre a quello che era uno degli atenei più antichi e prestigiosi d'Europa. Finché era vivo il cardinale Federico la loro azione non conobbe ostacoli, ma sotto Alvise le cose si fecero più complicate: emerse sempre più forte il malcontento degli ambienti accademici (sostenuti da una parte della nobiltà padovana e del patriziato veneziano) e vennero nominati rettori decisamente ostili ai gesuiti (come Giovanni Battista Vitturi, Vincenzo Gradenigo).
Il vescovo, dal canto suo, mantenne sempre un atteggiamento molto moderato: bendisposto nei confronti della Compagnia di Gesù, evitò di sostenerla apertamente, e non si oppose al decreto con cui, nel 1592, il Senato assicurò alle istituzioni già esistenti il monopolio dell'istruzione universitaria.
Morì a nemmeno trentasette anni, venendo sepolto accanto allo zio nella cattedrale di Padova.

## Genealogia episcopale
La genealogia episcopale è:
- Cardinale Guillaume d'Estouteville, O.S.B.Clun.
- Papa Sisto IV
- Papa Giulio II
- Cardinale Raffaele Sansone Riario
- Papa Leone X
- Papa Paolo III
- Cardinale Francesco Pisani
- Vescovo Giorgio Corner
- Cardinale Francesco Corner
- Vescovo Alvise Corner